# Wielka przebudowa Paryża w latach 1852–1870

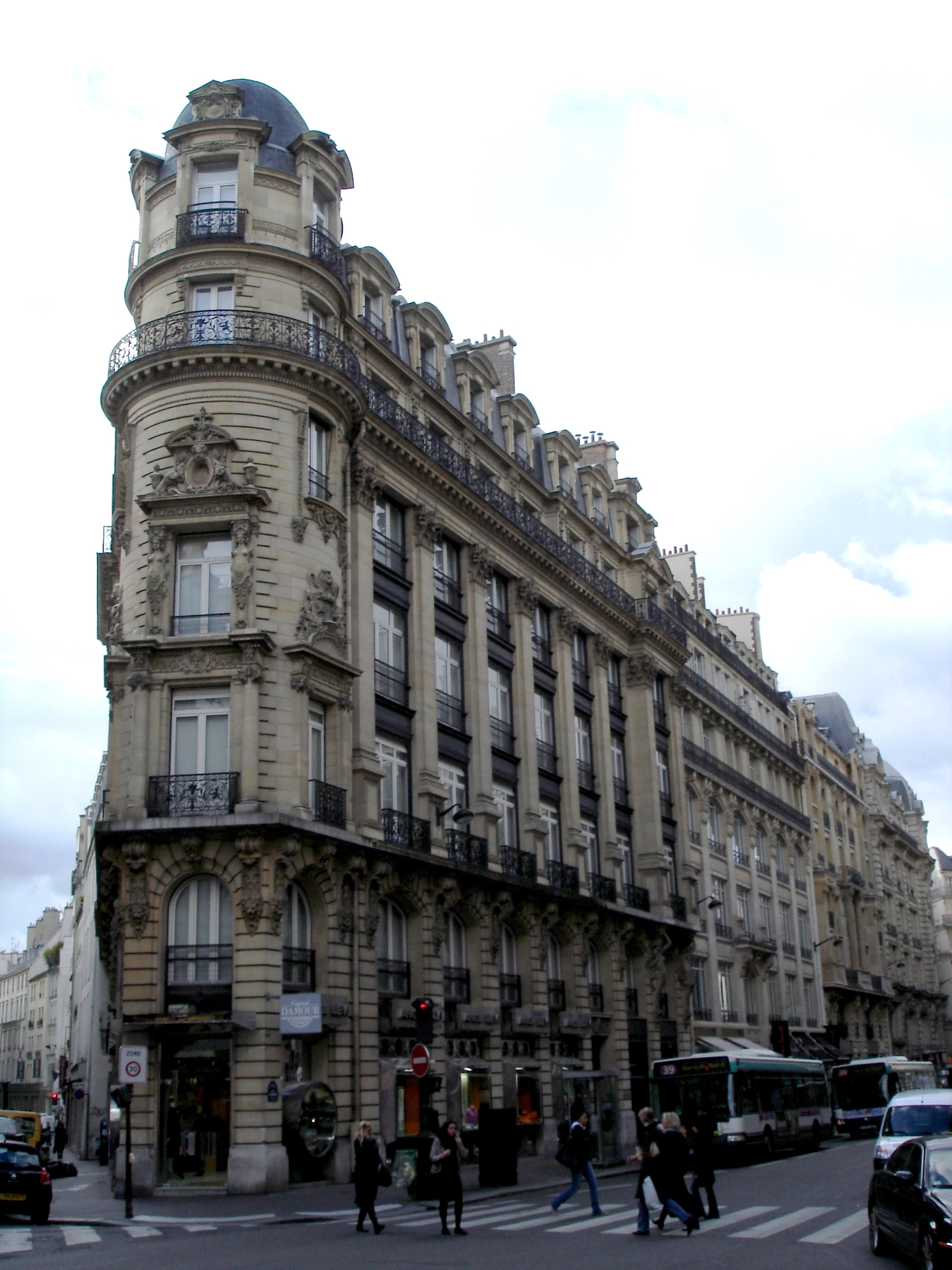
Budownictwo haussmanowskie przy ulicy Réaumur

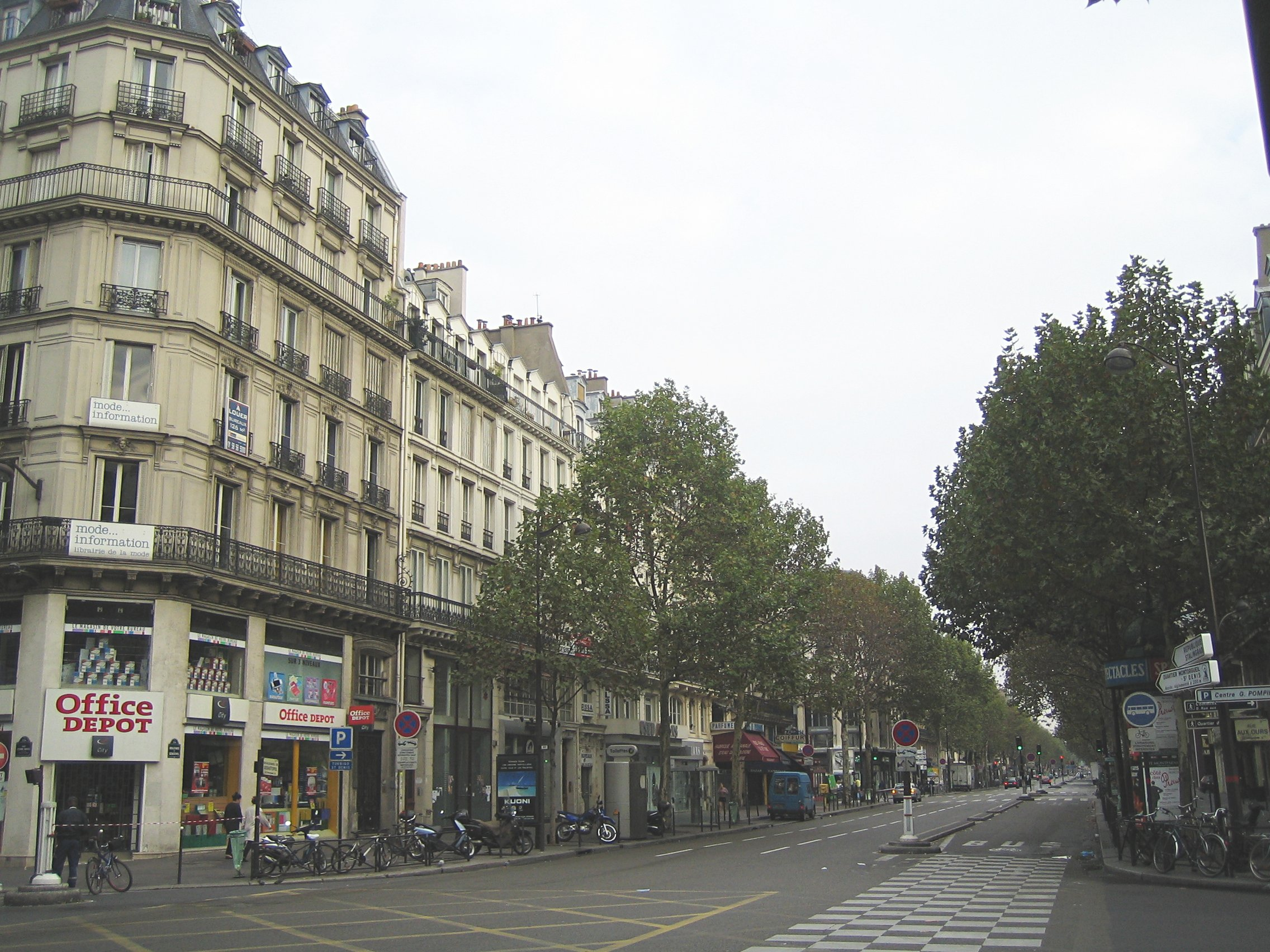
Powstały w czasie przebudowy Bulwar Sewastopol

Przebudowa Paryża w latach 1852–1870 (zwana wielką lub haussmannowską) – generalna przebudowa Paryża w czasach II Cesarstwa, nadzorowana przez prefekta miasta Georges’a-Eugène’a Haussmanna.
Przebudowa zmieniła całkowicie oblicze miasta, poprzez budowę szeregu nowych ulic i wielkich bulwarów, wyburzenie przeważającej części średniowiecznej zabudowy miasta, wzniesienie kilkudziesięciu obiektów publicznych, zasadniczą przebudowę systemu kanalizacji miejskiej oraz otwarcie nowych parków i ogrodów. Ogromne zmiany w mieście miały przede wszystkim wynieść Paryż do rangi najpiękniejszej i najnowocześniejszej stolicy na świecie, zgodnie z ambicjami Napoleona III. Poza tym likwidacja labiryntów średniowiecznych uliczek na korzyść szerokich bulwarów miała zlikwidować dotychczasowe doskonałe warunki dla budowy w mieście barykad i organizowania powstań zbrojnych.
W czasie prac oraz bezpośrednio po ich zakończeniu przebudowa była ostro krytykowana. Jej przeciwnicy zarzucali Haussmannowi eksperymentowanie na żywym organizmie miejskim oraz bezmyślne niszczenie wielu cennych historycznie obszarów zabudowy miejskiej (przede wszystkim centralnej dzielnicy Saint-Denis i Saint-Martin). Zwolennicy zmian przypominali o fatalnym stanie technicznym i sanitarnym licznych części średniowiecznej zabudowy oraz o konieczności rozbudowy stolicy w miarę jej rozwoju, w czym przeszkadzała dawna struktura przestrzenna miasta. Obecnie na dziedzictwo przebudowy Francuzi patrzą o wiele przychylniej, mając na uwadze późniejsze, o wiele bardziej nieprzemyślane ingerencje w wygląd stolicy.

## Pierwsze plany przebudowy
Głównym problemem Paryża już od XVIII w. były przepełnione dzielnice centralne (na prawym brzegu Sekwany), zamieszkane w większości przez miejską biedotę. Obszar ten zachował średniowieczny układ wąskich uliczek oraz zabudowę mieszkalną o średniej wysokości sześciu pięter, co tworzyło bardzo niezdrowe warunki dla zamieszkiwania tak dużej liczby osób.

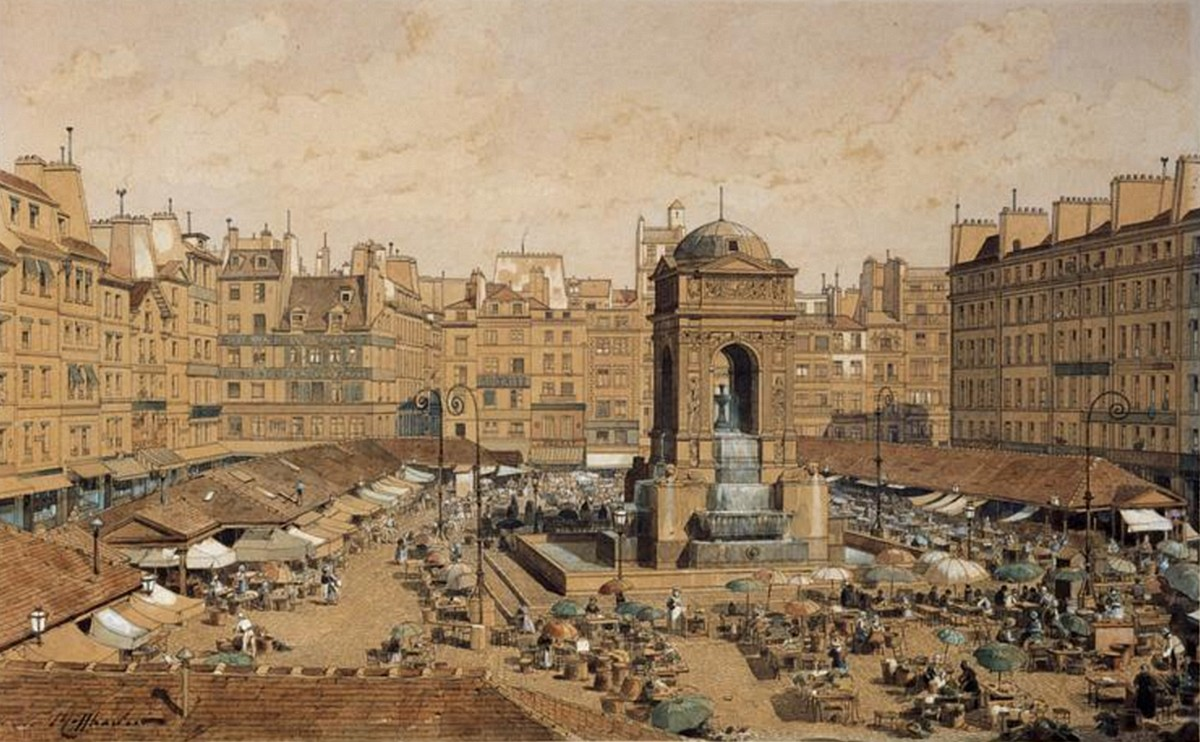
Paryż, 1850

Plany dokonania radykalnych zmian w tej sytuacji były czynione już w czasach rewolucji francuskiej. W 1794 r. tzw. Komisja Artystów zaproponowała zburzenie dużej ilości wspomnianej zabudowy i przebicie przez centrum miasta wielkiej alei przebiegającej od Luwru do place de la Nation (na granicy dzisiejszej 11. i 12. dzielnicy – fr. arrondissement). W dalszej kolejności proponowano dobudowę do alei kolejnych bulwarów. Koncepcja ta nie została zrealizowana z braku pieniędzy.
Również Napoleon Bonaparte rozważał projekt przebudowy miasta, rozpoczął jednak budowę tylko jednego z planowanych bulwarów – Rue de Rivoli. Na więcej nie starczyło czasu, mnożyły się również problemy z odszkodowaniami dla osób, których nieruchomości znajdowały się na trasie planowanej szosy.
Do tematu przebudowy wrócił już w czasach monarchii lipcowej prefekt miasta Rambuteau, powołując się na rosnące problemy higieniczne i sanitarne w centrum Paryża. Po tym, gdy okazało się, jak znakomicie wąskie uliczki sprawdzają się przy budowie barykad (powstanie w 1832 i 1834 r.), apele prefekta spotkały się z większym zrozumieniem i w 1836 r. przez dzielnicę Hal i sąsiadującą Saint-Denis przebito szeroki bulwar jego imienia (rue Rambuteau). Dalsze prace ponownie utknęły na etapie projektów ze względu na kwestię potencjalnych wywłaszczeń za odszkodowaniem właścicieli domów, której ówczesne prawodawstwo zabraniało, z wyłączeniem krańcowych przypadków.

## Przebudowa

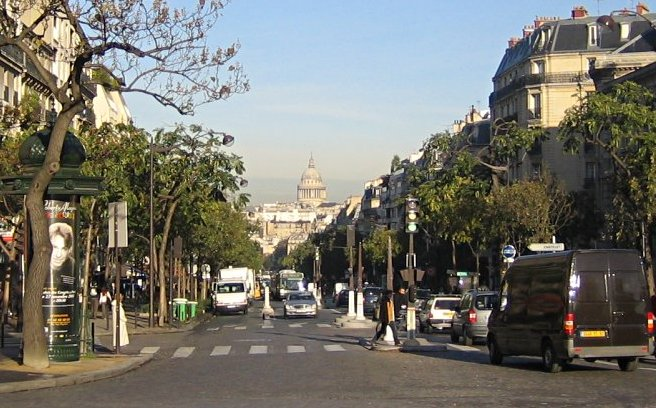
Bulwar Gobelins na lewym brzegu Sekwany

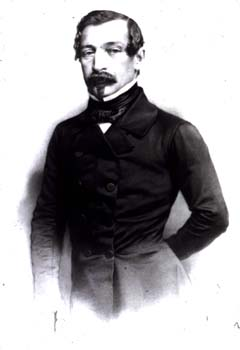
Napoleon III

W 1851 r. Paryż liczył 1 053 262 mieszkańców (zob. historia Paryża). Modernizacja Paryża była jednym z celów, jakie Ludwik Napoleon Bonaparte postawił przed sobą w czasie sprawowania władzy. Cesarz Francji w czasie swojego wcześniejszego pobytu w Londynie mógł obserwować podobną przebudowę stolicy Anglii. Już w czasie sprawowania prezydentury za czasów II Republiki Bonaparte przedstawiał projekty przebudowy rozwijające wcześniejsze koncepcje Rambuteau. Dopiero jednak po udanym zamachu stanu (1851) był w stanie bez liczenia się ze sprzeciwami przeforsować swoje plany. Również dopiero w 1853 r. znalazł niezbędnego współpracownika w postaci prefekta departamentu Sekwany Georges’a Haussmanna.
Istotną rolę w przygotowaniach do przebudowy odegrało też szereg innych osób: minister spraw wewnętrznych Victor de Persigny zajął się organizowaniem środków finansowych. Jean Alphand oraz Jean Barillet-Deschamps projektowali przyszłe parki i ogrody. Inny architekt, również Deschamps, przygotował szczegółowy plan urbanizacyjny zgodnie z życzeniami patronów przebudowy.
Również Haussmann i Napoleon III nadzorowali dobór architektów wykonujących przebudowy lub budujących od zera obiekty, które w ich zamyśle miały służyć jako wizytówka miasta. W tej grupie wyróżniały się kościoły (wzniesiono szereg obiektów sakralnych, zazwyczaj w stylach neogotyckim, neoromańskim lub eklektycznym) oraz obiekty związane z rozwojem handlu i przemysłu. Władze Cesarstwa na różne sposoby starały się zachęcić inwestorów do budowy swoich obiektów właśnie w centrum miasta.

### Regulacje architektoniczne

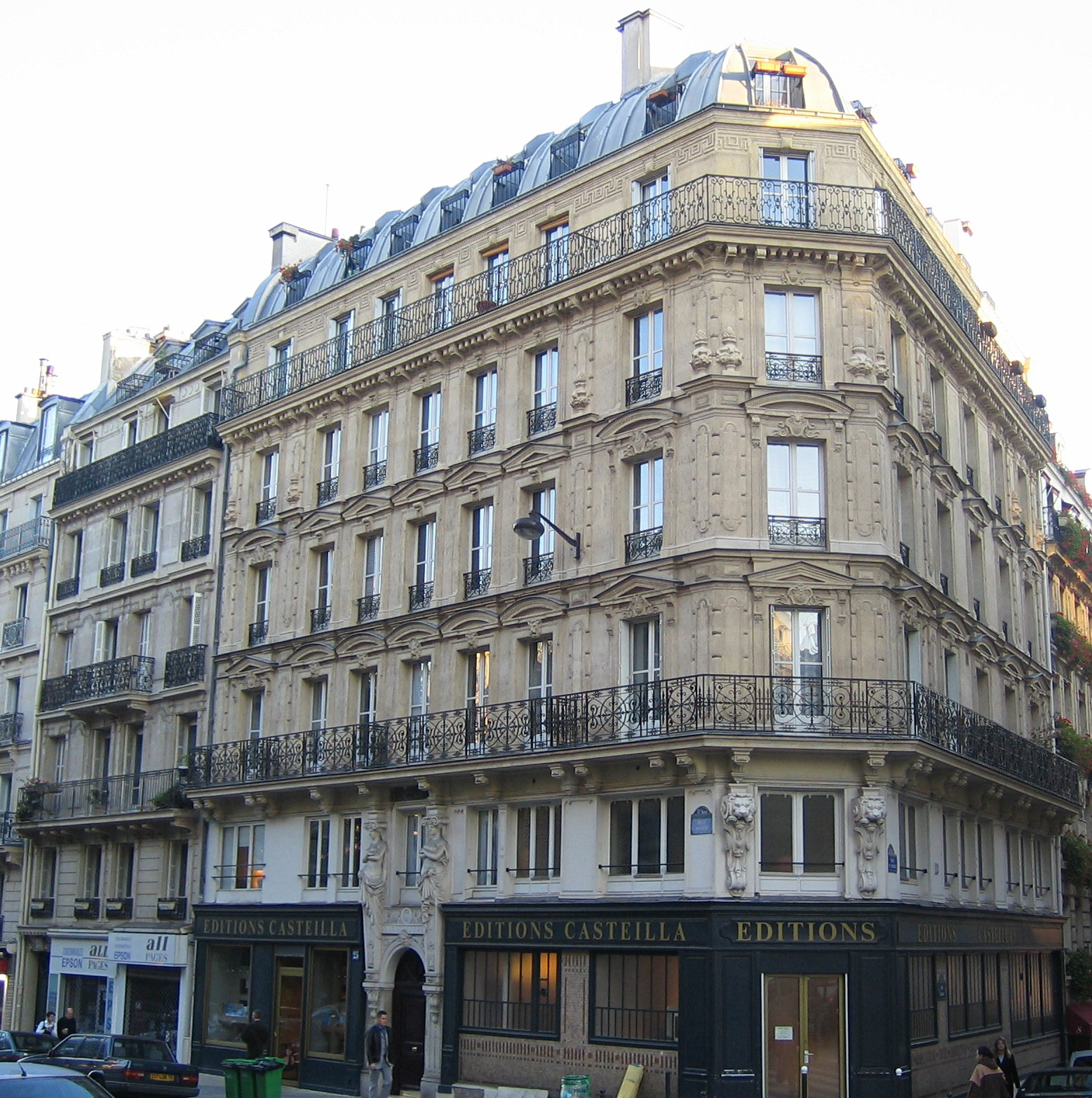
Typowy budynek wzniesiony w czasach Haussmanna

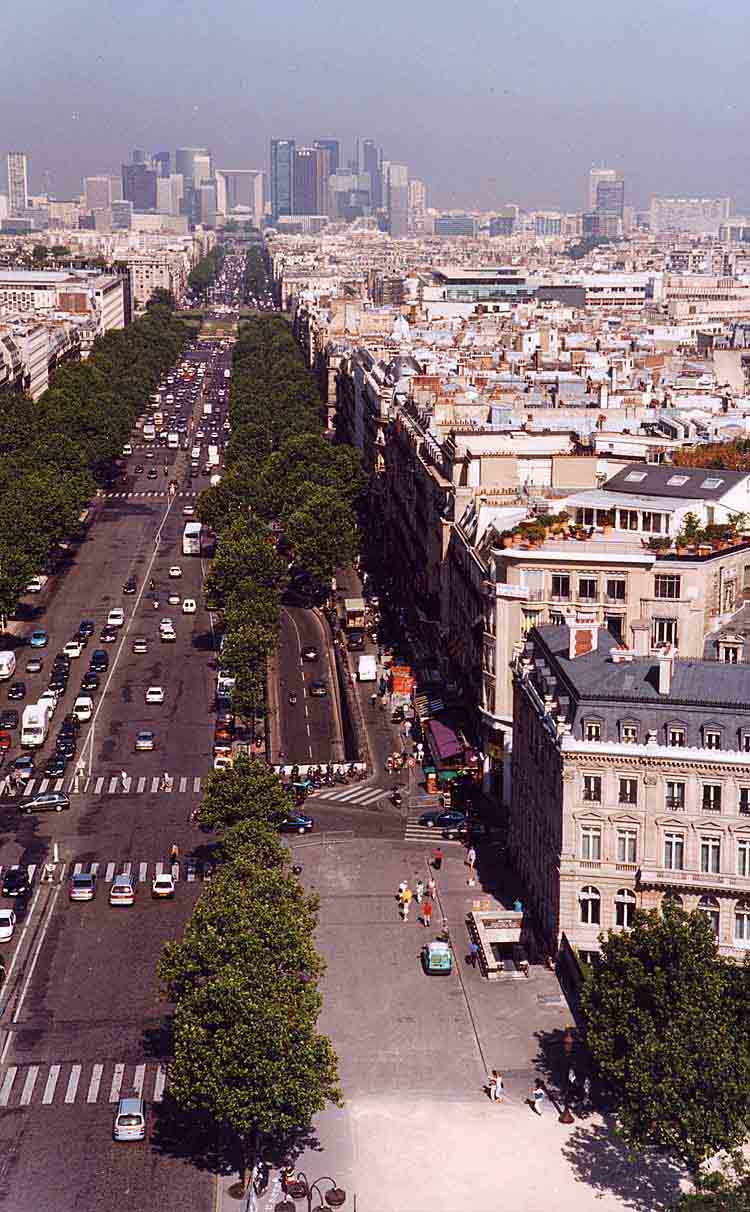
Aleja Wielkiej Armii

Cesarstwo rozpoczęło prace od wywłaszczenia (w tej dziedzinie nowe regulacje prawne dawały prawie wolną rękę administracji rządowej) za odszkodowaniem właścicieli domów w dzielnicach centralnych i przeniesieniu ich na peryferie miasta, gdzie równolegle z przebudową zaczęły się w sposób niezupełnie zorganizowany tworzyć nowe dzielnice robotnicze (które rychło zyskały taką samą złą sławę jak ich poprzedniczki w centrum, patrz np. Goutte d’Or). Stara zabudowa centrum miasta została niemal całkowicie zrównana z ziemią, na jej miejscu budowano podobnej wysokości gmachy o wyższym standardzie mieszkalnym i sanitarnym. Nowi właściciele zostali zobligowani do dbałości o swoje domy, przede wszystkim do utrzymywania fasad domów w czystości. Obiekty budowano w stylu eklektycznym. Podobnie radykalnej przebudowie poddano wyspę Cité.
Uregulowano urzędowo również dalsze aspekty budowy domów. Według zasad opublikowanych w 1859 r. nowe domy mogły osiągać maksymalną wysokość 20 metrów, konkretne parametry zależały od wymiarów ulicy. W ten sposób chciano zapobiec ponownemu tworzeniu się „korytarzy” – wąskich uliczek zabudowanych wielopiętrowymi, masywnymi kamienicami, o słabym dostępie światła. Zarządzono również budowanie nowych fasad wedle zasad symetrii, równej wysokości kondygnacji oraz architektonicznej harmonii między sąsiadującymi obiektami. Łącznie w czasie prac regulacyjnych rozebrano 20 tys. domów, na miejscu których wzniesiono 40 tys. nowych. Prace nad niektórymi częściami miasta przeciągnęły się; trwały jeszcze po upadku Cesarstwa.
Nie wszystkie założenia Haussmanna udało się zrealizować – o ile harmonia architektoniczna poszczególnych obiektów była możliwa do realizacji, o tyle nie udawało się stworzyć jednolitego stylu na poszczególnych ulicach. Część budynków sprzed przebudowy pozostała na dawnych miejscach i w związku z tym nie pasowała do nowych domów. W innych przypadkach indywidualna fantazja właściciela posesji okazywała się ważniejsza od teoretycznych założeń. Niemniej, zasadnicze cechy wspólne budowanych kamienic zyskały w literaturze francuskiej miano stylu haussmannowskiego, którego najbardziej uderzającą cechą było geometryczne dekorowanie fasad, budowanie ich według linii prostych, jak również gradacja ozdób: najbardziej efektowne na wysokości drugiego piętra, wyżej coraz skromniejsze. Haussmanizm nie stworzył własnych specyficznych rodzajów elementów architektonicznych, czerpiąc obficie z epok dawnych, zarazem jednak starając się nie popadać w przesadę w zakresie budowli mieszkalnych. Ta ostatnia zasada nie obowiązywała obiektów publicznych, które dla odmiany starano się budować z jak największym przepychem.
Haussmanowskie regulacje wyglądu kamienic pozostały w mocy do 1884 r., kiedy to ustawodawstwo Trzeciej Republiki zniosło wszelkie ograniczenia dla właścicieli domów i architektów.

### Bulwary i place

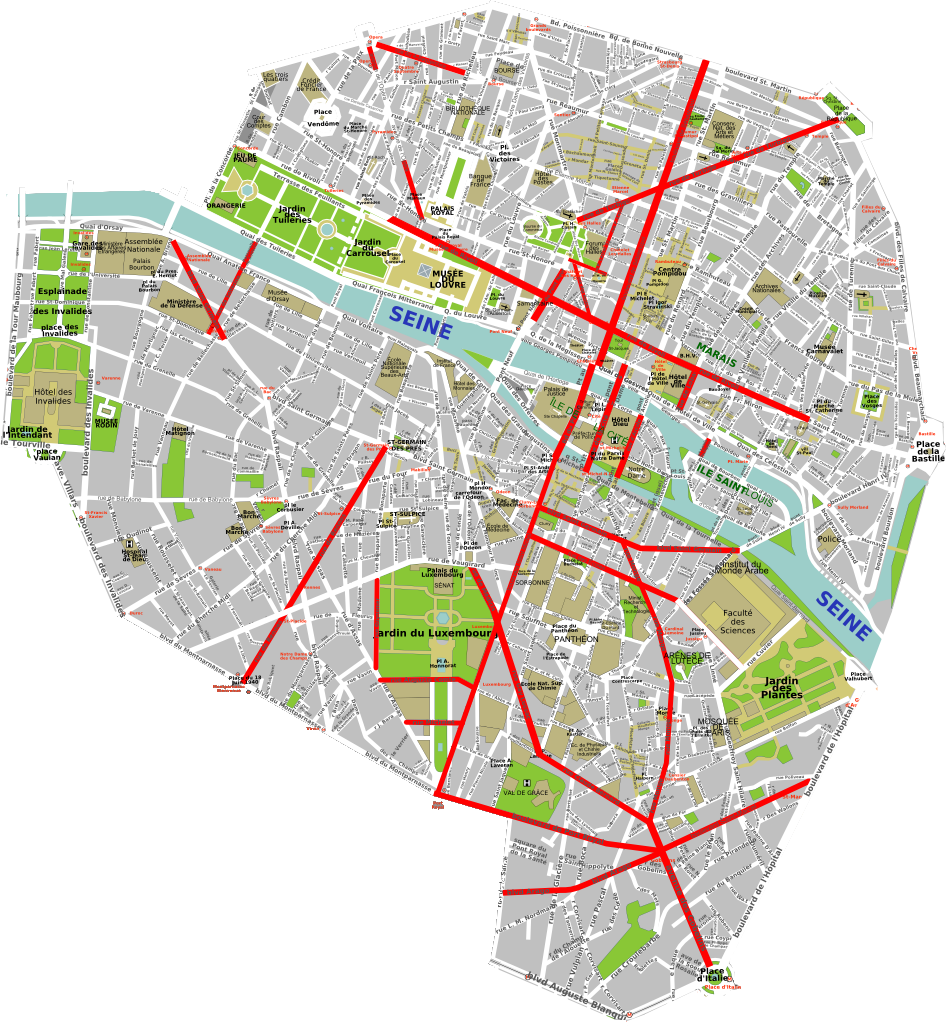
Plan Paryża z zaznaczonymi wielkimi bulwarami Haussmanna

Budowane przez Haussmanna bulwary w Paryżu nie miały we Francji poprzedników; ich szerokość 20-30 metrów dziwiła i przerażała współczesnych. W mieście wytyczono następujące kluczowe arterie:
- Trasa Północ-Południe: Bulwar Sebastopol – Bulwar Saint-Michel
- Trasa Wschód-Zachód: poszerzona ulica Saint-Antoine-Rue de Rivoli
- Avenue Opéra
- Bulwar Richard-Lenoir
- Trasa Bulwar La Fayette-Bulwar Haussmanna
- Bulwar Saint-Germain
- Avenue Gobelins
- Avenue Daumesnil
- Boulevard Magenta
- Boulevard Malesherbes
- Avenue Bosquet
- Bulwar Arago
- Bulwar Raspail
- Avenue des Amandiers
- Place du Trone
- Bulwar Henri IV
- Avenue Bugeaud
- Rue de Rennes (nieukończona)

W miejscu zbiegu bulwarów Haussmann projektował obszerne, efektowne place. Wyburzona została stara prefektura policji Châtelet (nowa została wybudowana na wyspie Cité), by stworzyć plac łączący trasę wschód-zachód i północ-południe. Powstały również Étoile (Plac Gwiazdy wokół Łuku Triumfalnego) oraz dzisiejsze place Alma, Trocadero, Léon Blum i République.
W związku z szybką rozbudową kolei francuskiej palącą koniecznością stała się też budowa co najmniej kilku funkcjonalnych dworców kolejowych. Haussmann nadzorował całkowicie budowę dwóch z nich: Dworca Lyońskiego i Północnego, oba według projektu Hittorffa, oraz dołączył kilka wcześniej zbudowanych dworców do ogólnomiejskiej sieci połączeń kolejowych i drogowych.

### Inne inwestycje wchodzące w skład przebudowy

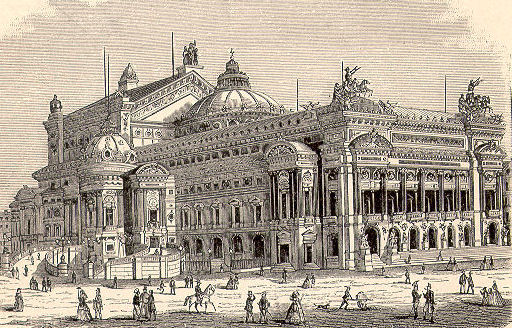
Opéra Garnier

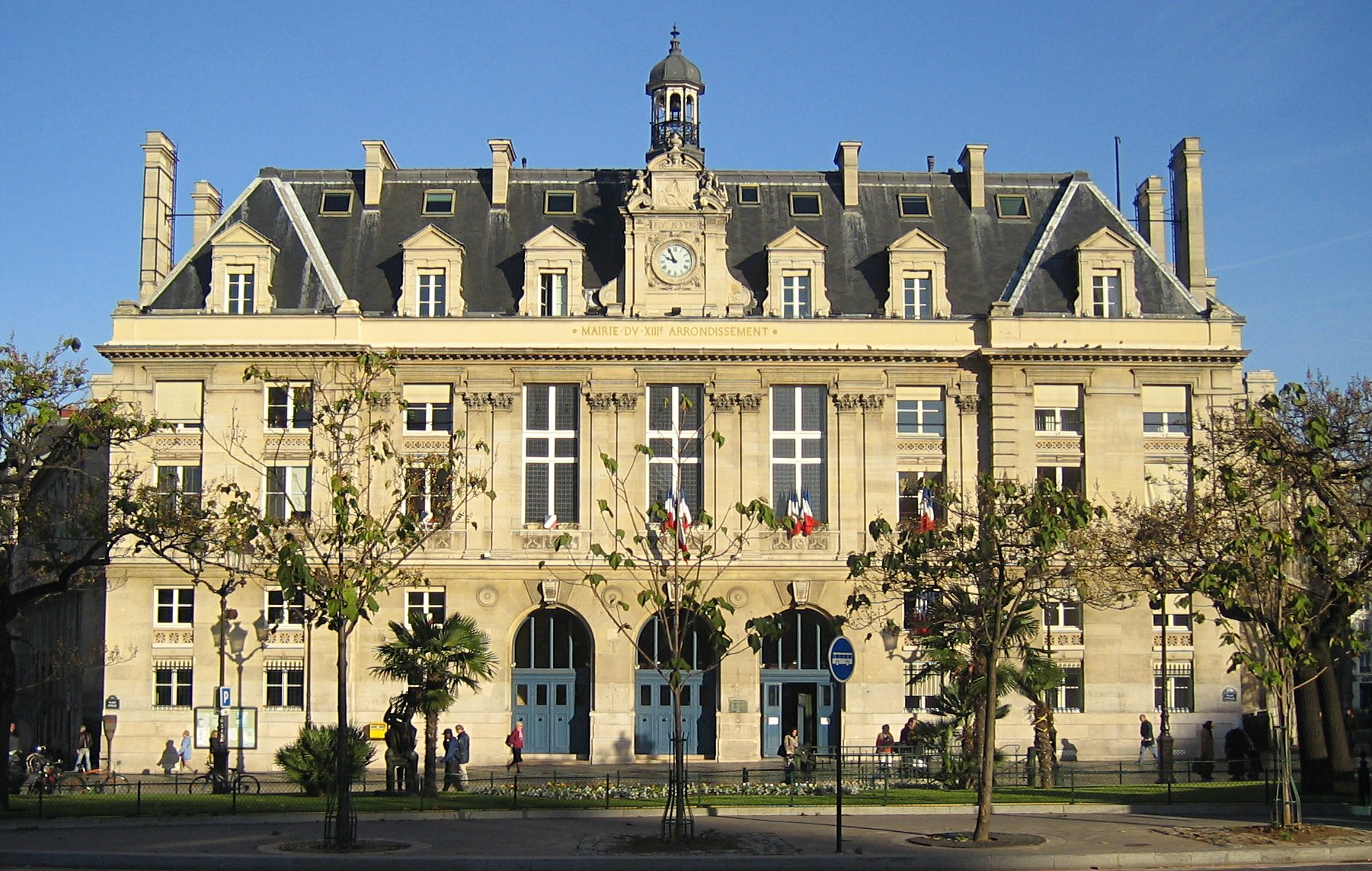
Budynek merostwa XIII okręgu paryskiego

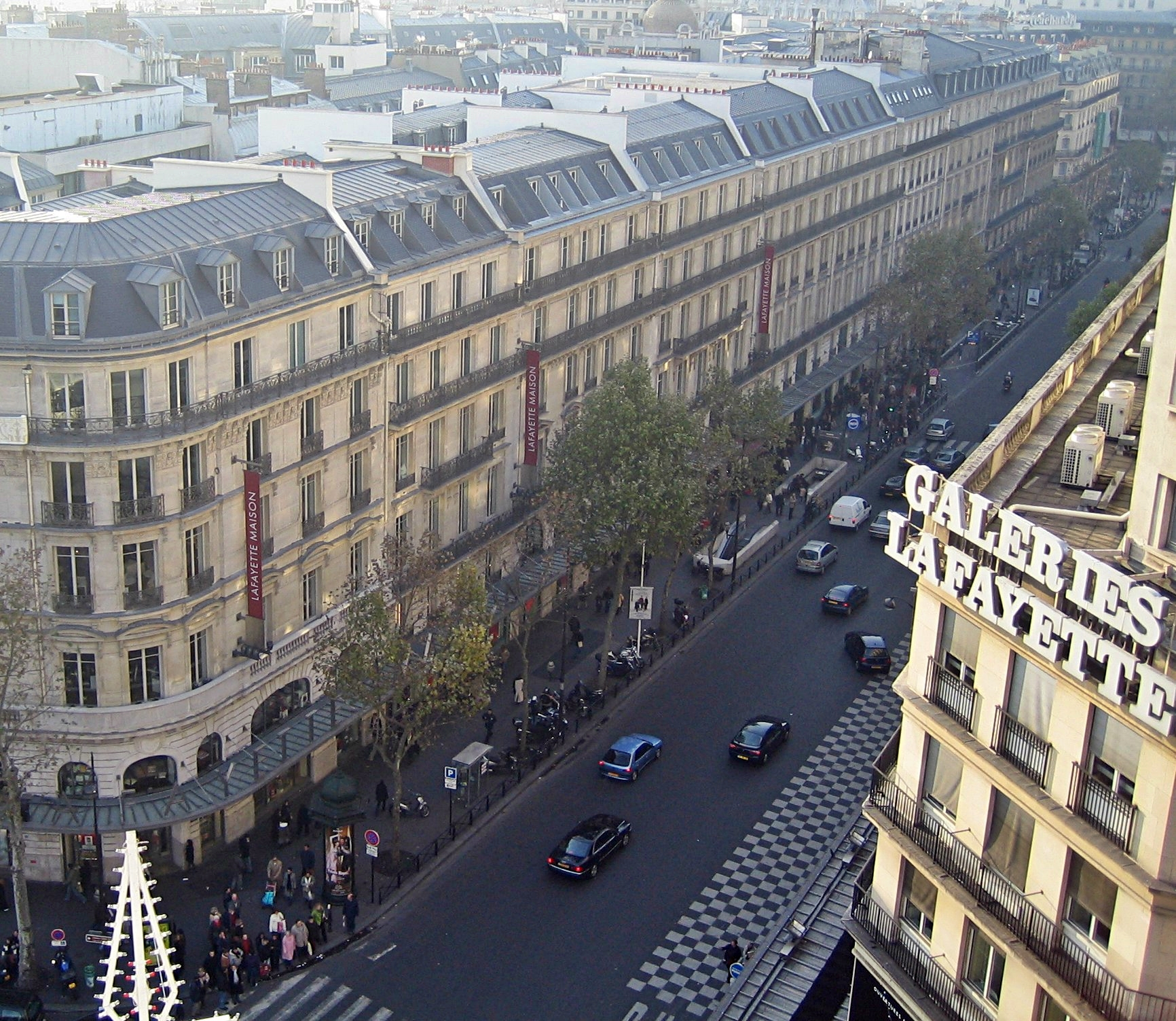
Bulwar Haussmann

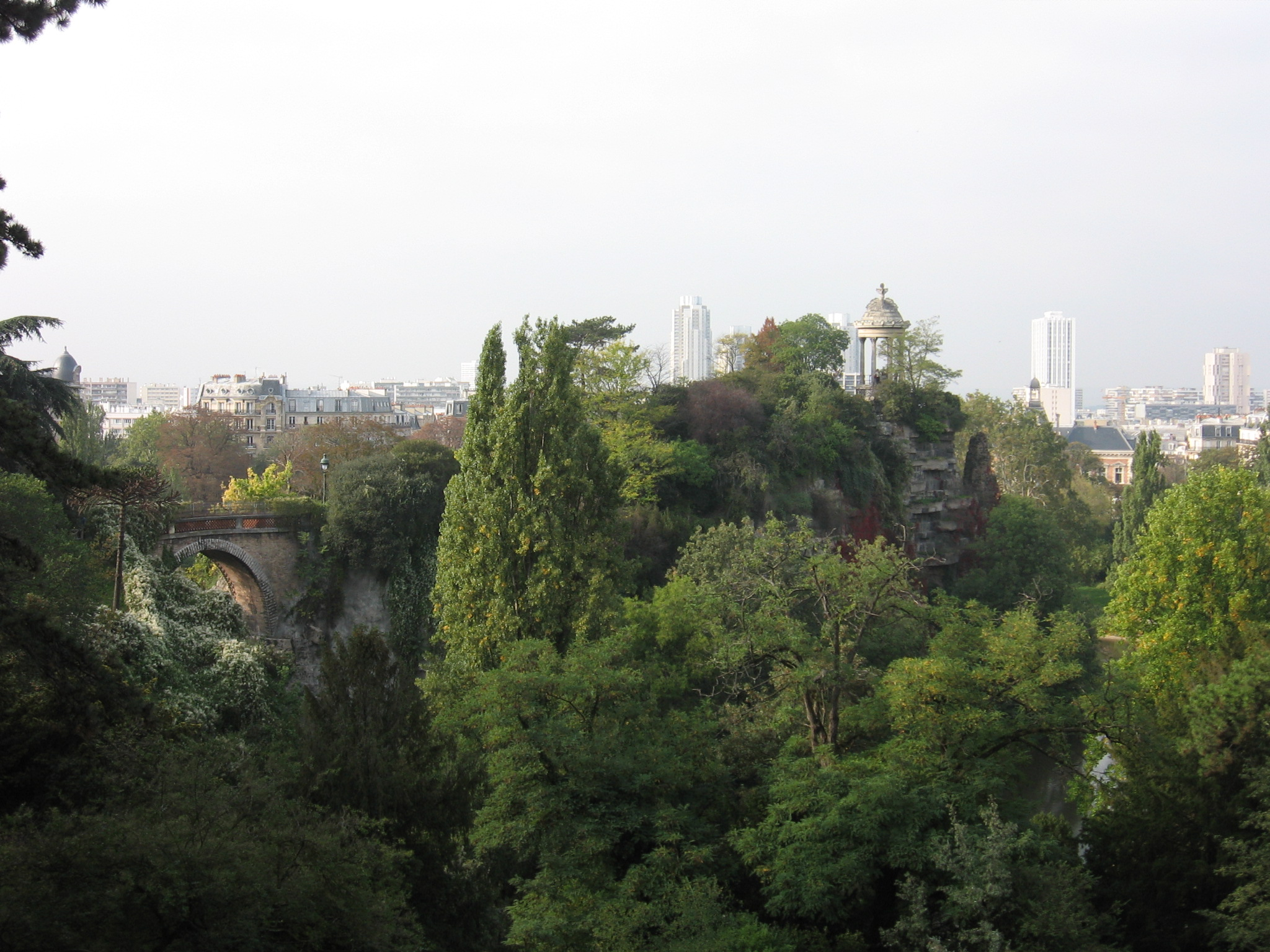
Park Buttes-Chaumont

- Przebudowa Hal według projektu Victora Baltarda
- Opéra Garnier
- Teatr Châtelet
- szpital Hôtel-Dieu
- kościoły: Saint Augustin, Sainte Trinite, Sainte Clotilde, Saint Eugene Sainte Cecile, Saint Ambroise.
- budynki administracyjne nowo wytyczonych dwudziestu okręgów paryskich
- przebudowa Petit Pont oraz budowa nowych mostów na Sekwanie – Pont de l’Alma, Pont des Invalides, Pont d’Austerlitz
- przebudowa Pól Elizejskich

### Inwestycje sanitarne
W ramach wielkiej przebudowy podjęta została budowa dwóch sieci wodociągowych – źródeł odpowiednio wody pitnej oraz wody do nawadniania ogrodów. W 1852 r. główne źródło wody pitnej dla Paryża stanowił Kanał Ourcq. W momencie upadku Cesarstwa funkcjonował nowy system oparty na Kanale Saint Martin oraz wodociągi czerpiące wodę z odległych od miasta źródeł w Dhuis oraz zbiorników w Montsouris i Vanne.
W obrębie zainteresowań Haussmanna i Napoleona III znalazła się też przebudowa paryskich kanałów ściekowych. W 1852 r. prawnie nakazano właścicielom nieruchomości podłączyć je do ogólnego systemu kanalizacyjnego. W latach 1854–1870 pod kierunkiem Belgranda wybudowano 340 km kanałów ściekowych. Zrezygnowano również z odprowadzania ścieków do Sekwany w obrębie miasta, przenosząc wylot do położonego dalej Asnierès. System wzniesiony w czasach Cesarstwa pozostaje, po kilku remontach, w użyciu.
Napoleon III po raz pierwszy zajął się porządkowaniem ogólnomiejskich instalacji gazowych, co było na skalę europejską pionierskim rozwiązaniem.

### Parki i tereny zielone
Napoleon III, zainspirowany parkami londyńskimi, postanowił również Paryż uczynić miastem przyjaznym mieszkańcom i pełnym zieleni, co do tej pory w stolicy Francji było całkowicie nieobecne. Prace w tym zakresie, kierowane przez Jeana Alphanda, przyniosły miastu wiele najbardziej znanych współczesnych parków: Lasek Buloński, Lasek Vincennes, park Monceau, Buttes-Chaumont oraz Montsouris. Haussmann wydał również polecenie tworzenia zielonych skwerów w każdej dzielnicy (co nie zostało w pełni zrealizowane) oraz sadzenia drzew przy niektórych wielkich bulwarach (także niedopracowane).

## Koszty

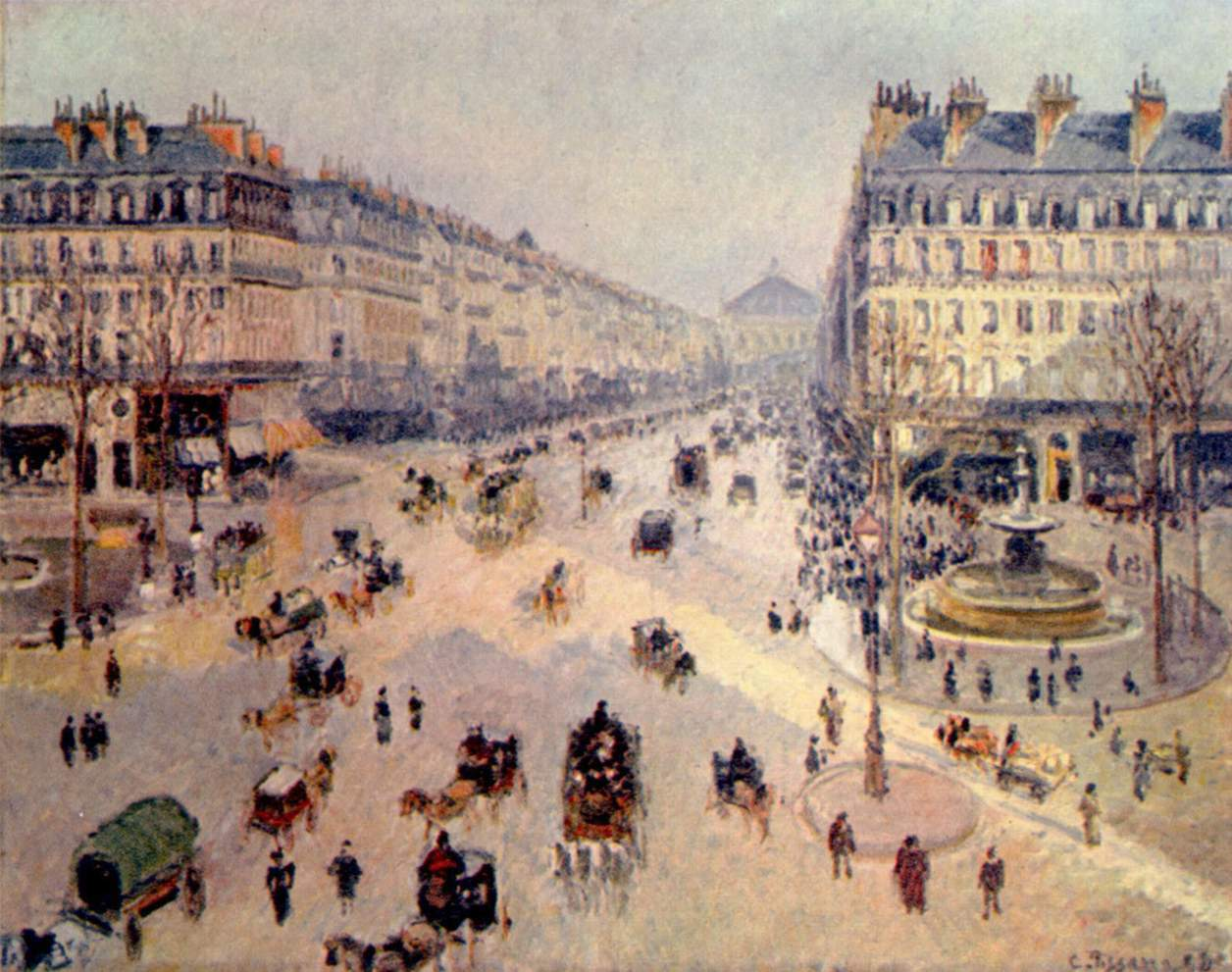
Avenue Opera na obrazie Pisarra

Mając całkowite poparcie Napoleona III, Haussmann bez ograniczeń szafował pieniędzmi, wydając na prace 50–80 mln franków rocznie. Koszty te jedynie częściowo zwracały się, gdy nowi właściciele wykupowali grunty w mieście. Stało się to zresztą obiektem spekulacji na wielką skalę.
Mniej więcej od 1860 r. gwałtownie spadła ilość prywatnych dotacji prac, jako że paryżanie byli coraz bardziej zmęczeni wieloletnimi pracami budowlanymi oraz całkowitym brakiem konsultacji społecznych przy wdrażaniu planów Haussmanna.
W 1870 r. ostateczne zamknięcie budżetu prac wykazało półtoramiliardowy deficyt i stało się kolejną przyczyną ostrej krytyki przebudowy, m.in. Jules Ferry opublikował pamflet Fantastyczne sumy Haussmanna. Z tego powodu Haussmann stracił stanowisko, na kilka miesięcy przed upadkiem II Cesarstwa.

## Zmiany administracyjne w mieście

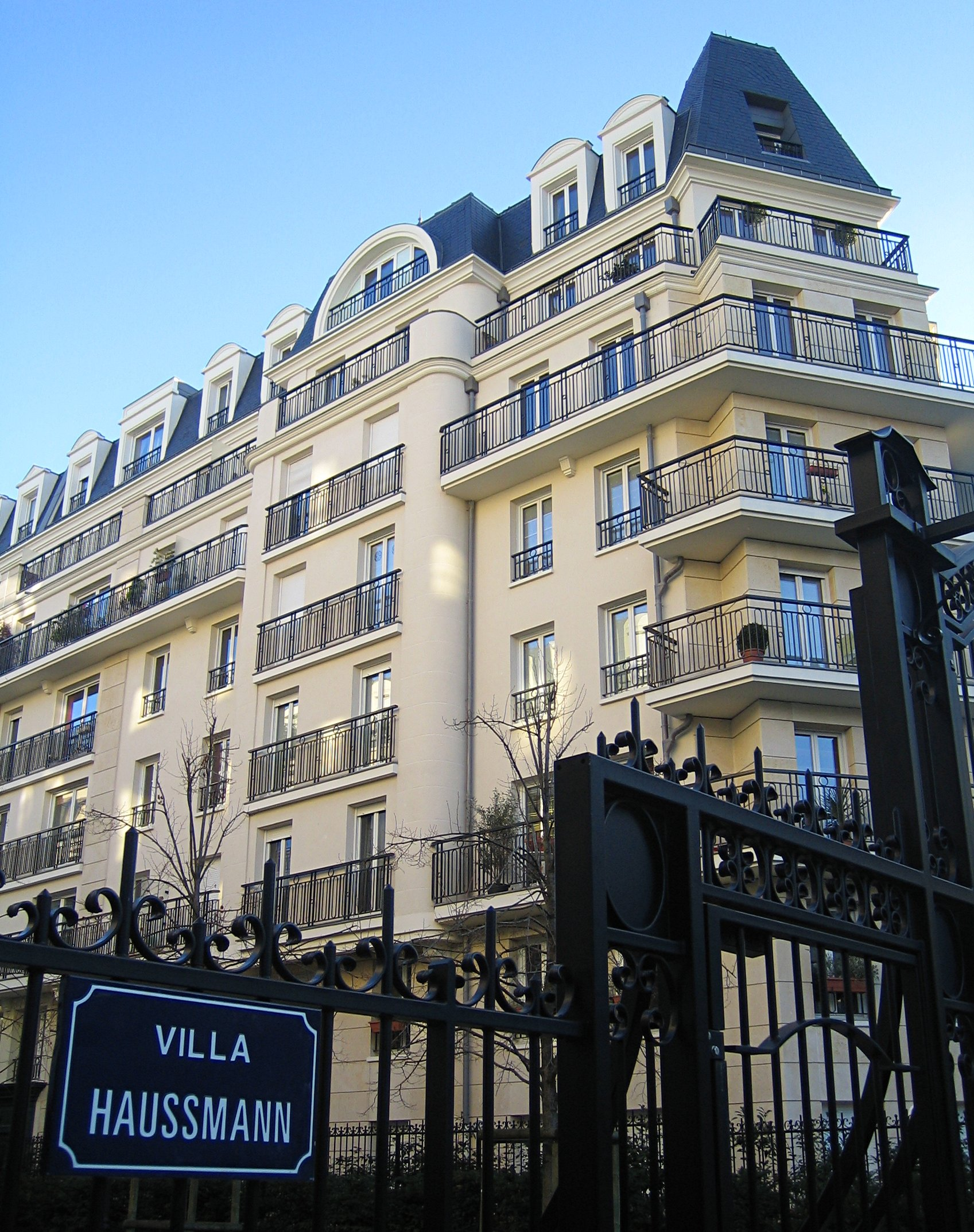
Współczesny gmach mieszkalny naśladujący styl haussmanowski (Issy-les-Moulineaux pod Paryżem)

Haussmannowska przebudowa zmieniła całkowicie układ społeczny w mieście, wypierając ubogich mieszkańców na peryferie. Robotnicy musieli opuścić zamieszkiwane dotąd dzielnice centralne, przenosząc się na wschód i północ miasta. Z kolei bogaci paryżanie zamieszkali w dzielnicach zachodnich, w mniejszym stopniu w centrum, zajętym przez gmachy użytkowe (publiczne). Jedynie w niektórych rejonach miasta utrzymała się, dawniej powszechna, kohabitacja różnych klas społecznych w jednej kamienicy – im wyższe piętro gmachu, tym niższy czynsz i biedniejsi mieszkańcy. Podział przestrzenny Paryża na przepych zachodu i zaniedbane dzielnice wschodnie utrzymał się z grubsza po dziś dzień.
Ogólnie biorąc, haussmannowska przebudowa miasta miała jednak dla Paryża pozytywne skutki, niemal całkowicie likwidując potencjalne skupiska epidemii, a zarazem tworząc nowe standardy budowy obiektów mieszkalnych. Jeszcze dziś, w ponad 150 lat po przebudowie, w Paryżu i okolicach (przede wszystkim lepiej sytuowanych) można znaleźć domy budowane według nieco zmodyfikowanych haussmanowskich reguł budownictwa.
Na potrzeby uporządkowania miejskiej administracji zniesiono dotychczasowy (od 1795 r.) podział Paryża na 12 dzielnic i wprowadzono nowy – na 20 dzielnic, których numeracja ułożona jest spiralnie począwszy od najstarszej części miasta. W granice stolicy włączono całościowo cztery gminy: Grenelle, Belleville, Vaugirard i La Villette, zaś siedem dalszych gmin zostało dołączonych do istniejących paryskich dzielnic (Auteuil, Batignolles-Monceau, Charonne, Passy, Montmartre, La Chapelle i Bercy).

## W literaturze
- Powieść Zdobycz Émile’a Zoli ukazuje przebudowę oraz towarzyszące jej spekulacje na wielką skalę.
- Bohater powieści Wszystko dla pań tego samego autora jest typowym handlowcem, który korzysta na przebudowie, by umieścić swój magazyn w korzystnym miejscu.